# Looking glass self
Looking-glass self, neboli zrcadlové Já, je sociálně psychologický koncept, jehož autorem byl v roce 1902 americký sociolog Charles Horton Cooley. Vyjadřuje, že člověk si buduje mínění o sobě tak, že se snaží pohlížet na sebe očima lidí ve svém okolí, neboli vytváří svou vlastní identitu na základě názorů druhých. Podle Cooleyho jsou pro formování osobnosti nejvýznamnější tzv. primární skupiny, do kterých se řadí rodina, skupina vrstevníků a sousedi. Společně s Georgem Herbertem Meadem jsou označováni jako přední myslitelé přicházející s teorií rolí. Cooley pro svou myšlenku použil termín „zrcadlové Já“, který se poprvé objevil v jeho práci Human Nature and the Social Order v roce 1902.
Koncept zrcadlového Já je specifický pro člověka. Projevuje se již v útlém věku a provází jedince po celý jeho život, jelikož se neustále dostává do sociálních interakcí, které nějakým způsobem formují jeho myšlenky a také představy o sobě samém. Tímto tvrzením Cooley vytvořil ideu, že člověk je závislý na společnosti více, než tvrdily jiné psychologické školy, a považoval jedince společnost za neoddělitelné subjekty.

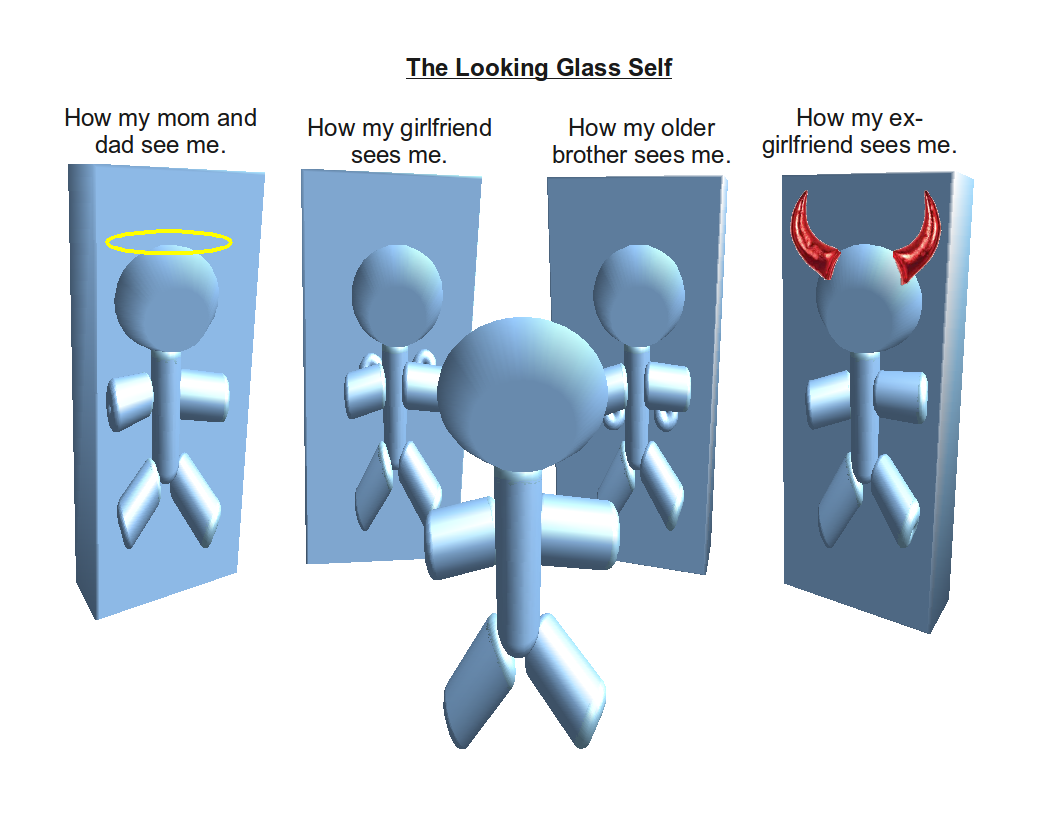

## Tři hlavní složky konceptu zrcadlového Já
"Když je člověk přinucen hledět na sebe do zrcadla, které je vyrobeno tak, aby ho zobrazovalo jako potměšilou zrůdu, musí horečně hledat jiné lidi s jinými zrcadly, aby nezapomněl, že měl kdysi jinou tvář."
Na tvorbě zrcadlového Já se podílí tři složky:
1. Představujeme si, jak se jevíme druhým.
Příklad: Pokud se oblečeme tak, že si myslíme, že nám to sluší a okolí se na nás kouká, myslíme si, že je to proto, že se jim líbíme a máme lepší náladu. Pokud ale máme na sobě něco, v čem si nejsme jistí, okolní pohledy nám budou nepříjemné.
To, jak se jevíme společnosti, v nás může, ale nemusí zanechat pochybnosti o nás samých - pokud se nezkušený mladík obává sexuálního styku a potká ženu, která v něm vidí alfa samce, jeho pochybnosti budou nahrazeny novou identitou.
2. Představujeme si a reagujeme na to, jak si myslíme, že nás druzí posuzují.
Typický příklad je nošení značkového oblečení jenom proto, že si myslíme, že nás naše okolí bude mít radši.
3. Vytváříme si naše Já skrze soudy druhých.
Příklad toho může být, když rodič za něco kritizuje dítě. To si to může vyložit tak, že je hloupé a podle toho jednat. Dalším příkladem může být motivace ze strany společnosti - když jsme v práci oceněni kolegy či nadřízenými, tak podáváme lepší pracovní výkony.
Lidské Já se tedy vytváří tím, jak si myslíme, že je druzí vnímají. Nebezpečí je, že lidé mnohdy vnímají takovéto jevy nesprávně.

## Symbolický interakcionismus
Symbolický interakcionismus v sociologii představuje teoretické stanovisko, jež soustředí svou pozornost na roli symbolů a jazyka coby stěžejních prvků mezilidské interakce, za předpokladu, že lidé umějí nějaký druh řeči, aby díky ní mohli vnímat, pochopit a interpretovat symboly. Tato řeč nemusí být jen mluvená, ale i neverbální - může se jednat o gesta, pohledy atd. Podle Cooleyho se naše "Já" formuje i tím, jak naše okolí vnímá a reaguje na naše chápání těchto symbolů. 
Tento sociologicko - psychologický přístup byl zformován dle výzkumu G. H. Meada, J. Deweyho a Ch. Cooleyho. Na základě zmíněného výzkumu vytvořili teorii pojednávající o tom, že mysl a osobnost získáváme zkušeností během procesu socializace, kdy k určitému poznání mezi lidmi dochází skrze komunikaci. Proto symbolický interakcionismus vyzdvihuje roli jazyka a symbolů. Na ně navazují Herbert Blumer, Howard Becker a Erving Goffman.
V hypotetickém rámci „Zrcadlového Já“ Cooley říká, že „ Mysl je duševní, protože lidská mysl je sociální“. Lidé již od dětství začínají vymezovat sami sebe v kontextu jejich sociálního života. První, co se dítě naučí je, že když bude plakat, rodiče odpoví a přijdou mu na pomoc. Dají mu najíst, napít, pochovají ho a pomůžou od bolesti – to je první symbol, který člověk ve svém životě pozná. V dítěti se odráží rostoucí soudržnost mezi ním a matkou a tím dítě poznává stále více symbolů a svět.

## Studie

### Základní (primární) skupina
Definována jako "Intimní skupina, kde probíhá komunikace tváří v tvář, a kde spolu její členové spolupracují".
Dítě vyrůstající bez společnosti, která by ho respektovala a vnímala, se stává prázdnou schránkou s lidskou tváří. To ovšem neznamená, že se nerodíme již s nějakými vrozenými osobnostními rysy, které se projeví i bez náklonnosti společnosti. Z biologického hlediska ovšem nemůžeme říct, do jaké míry to formuje naši osobnost. Proto Cooley ve své myšlence tvrdí, že největší dopad na vytvoření sociální bytosti má primární skupina, což je ta skupina, které je člověk představen po narození.  Nejčastěji se jedná o nejbližší rodinu. Čím více Cooley studoval lidské chování, tím více zjišťoval, že se s postupující technickou revolucí lidé stávají stále více individualističtí a soutěživí. Cooley také poukazuje na to, že se lidé distancují od tradičních rodinných hodnot.

## Dopad na motivaci
Moderní i klasické koncepce se shodují, že zrcadlové Já neovlivňuje pouze vnímání sebe sama, ale přítomnost tzv. vnitřního publika, které představuje názor lidí, jež jsou pro nás důležití a může také ovlivnit naše dlouhodobé či krátkodobé cíle. Tím není myšlena pouze samotná aktivace k činu, ale také postoj, jaký k danému cíli zaujímáme, tj. jak ho hodnotíme. Není překvapivé, že jedním z nejvlivnějších faktorů, který na nás působí, jsou naši rodiče a partneři. Například hodnota, kterou přikládáme akademickým cílům je ovlivněna jejich pomyslnou či skutečnou přítomností. 
Názorem ostatních může být také ovlivněno, zda daného cíle dosáhneme, či nikoliv. Například Blitter, Goldberg a Merbaum ve svém výzkumu v roce 1978 dokázali, že lidé, kteří se snaží přestat kouřit, jsou ovlivněni očekáváním ostatních. Těm, kterým byla dávána vysoká šance na ukončení této závislosti se to nakonec podařilo. Je tedy psychologicky dokázáno, že to, jak věci vidí ostatní – nebo spíše pohled, o kterém jsme přesvědčeni, že ho zaujímají zejména naši blízcí, nás většinou automaticky ovlivňuje i ve sféře našich činů prostřednictvím motivace, jež jejich uznání představuje.

## Kritika
Sociologové se hádají, jestli je zrcadlové Já jako "sociální Já" úplné. A to ve smyslu, že přehlíží různé sociální role. Bylo totiž prokázáno, že se člověk bude chovat jinak podle toho, v jaké je skupině. Dále nereflektuje to, že lidé „mají i vliv sami na sebe“. Lidé totiž nejsou pouhým odrazem jiných, ale mají i svoje vlastní aspekty.